# Asteroschema brachiatum
Asteroschema brachiatum är en ormstjärneart som beskrevs av George Richard Lyman 1879. Asteroschema brachiatum ingår i släktet Asteroschema och familjen Asteroschematidae. Inga underarter finns listade i Catalogue of Life.

## Bildgalleri

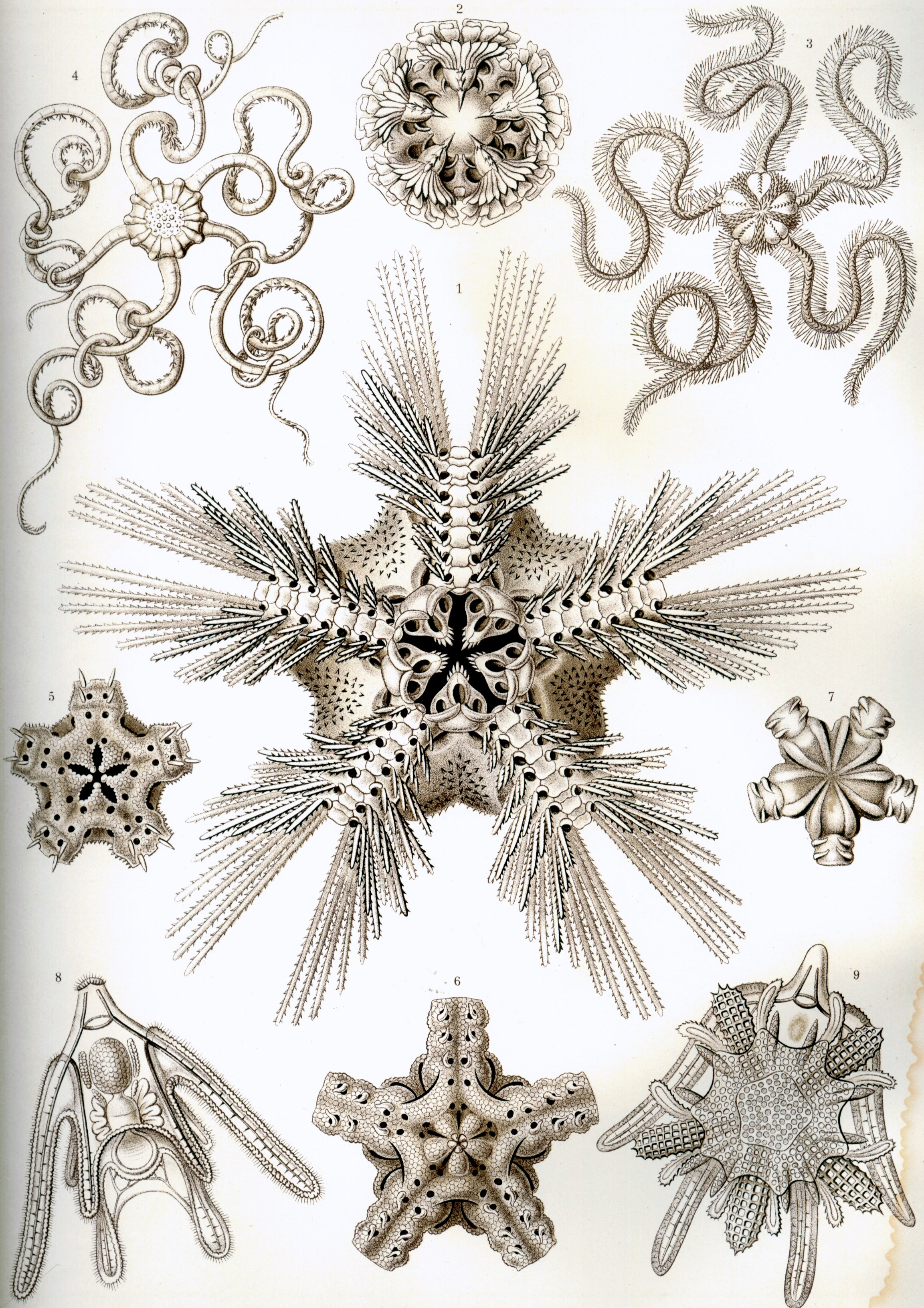